# Spectrum Színház
A Spectrum Színház Marosvásárhelyen működő magyar magánszínház, amely 2013. december 4-én alakult. A Rózsák tere 13. alatti műemléképületben, a volt mozi épületében található, befogadóképessége száz fő. A színház ötlete Török Viola erdélyi magyar muzikológustól, rendezőtől, a Spectrum Színház mai művészeti vezetőjétől származik.